# Antapistis lateritia
Antapistis lateritia là một loài bướm đêm trong họ Noctuidae.